# Forquetinha
Forquetinha is een gemeente in de Braziliaanse deelstaat Rio Grande do Sul. De gemeente telt 2.614 inwoners (schatting 2009).

## Aangrenzende gemeenten
De gemeente grenst aan Canudos do Vale, Lajeado, Marques de Souza, Santa Clara do Sul en Sério.